# Championnat du monde B de rink hockey masculin 1992
Navigation
Championnat du monde B 1990 Championnat du monde B 1994
Le Championnat du monde B de rink hockey masculin 1992 est la cinquième édition des championnats du monde B de rink hockey, organisé à Andorre-la-Vieille, en Andorre. Les trois premières équipes de cette compétition gagnent le droit de participer au Championnat du monde masculin A de rink hockey 1993 en Italie. Les trois équipes rétrogradées du groupe A à la suite du championnat du monde masculin A de rink hockey 1991 sont l'Angola, le Chili (qui renonce à participer à cette compétition) et l'Australie.

## Participants
Seize équipes prennent part à cette compétition.
- Afrique du Sud
- Angleterre
- Andorre
- Angola
- Australie
- Autriche
- Canada
- France
- Inde
- Israël
- Macao
- Mexique
- Mozambique
- Nouvelle-Zélande
- Japon
- Pakistan

## Première phase

### Groupe 1
| Rang | Équipe           | Pts | J | G | N | P | Bp | Bc | Diff |  | Résultats        |  |      |      |      |
| ---- | ---------------- | --- | - | - | - | - | -- | -- | ---- |  | ---------------- |  | ---- | ---- | ---- |
| 1    | France           | 6   | 3 | 3 | 0 | 0 | 48 | 0  | +48  |  | France           |  | 12-0 | 17-0 | 19-0 |
| 2    | Nouvelle-Zélande | 4   | 3 | 2 | 0 | 1 | 22 | 18 | +4   |  | Nouvelle-Zélande |  |      | 5-3  | 17-3 |
| 3    | Japon            | 2   | 3 | 1 | 0 | 2 | 16 | 23 | -7   |  | Japon            |  |      |      | 13-1 |
| 4    | Israël           | 0   | 3 | 0 | 0 | 3 | 4  | 49 | -45  |  | Israël           |  |      |      |      |

### Groupe 2
| Rang | Équipe         | Pts | J | G | N | P | Bp | Bc | Diff |  | Résultats      |  |     |     |      |
| ---- | -------------- | --- | - | - | - | - | -- | -- | ---- |  | -------------- |  | --- | --- | ---- |
| 1    | Australie      | 5   | 3 | 2 | 1 | 0 | 15 | 12 | +3   |  | Australie      |  | 7-7 | 3-2 | 5-3  |
| 2    | Macao          | 4   | 3 | 1 | 2 | 0 | 19 | 16 | +3   |  | Macao          |  |     | 7-7 | 5-2  |
| 3    | Afrique du Sud | 3   | 3 | 1 | 1 | 1 | 19 | 11 | +8   |  | Afrique du Sud |  |     |     | 10-1 |
| 4    | Autriche       | 0   | 3 | 0 | 0 | 3 | 6  | 20 | -14  |  | Autriche       |  |     |     |      |

### Groupe 3
| Rang | Équipe     | Pts | J | G | N | P | Bp | Bc | Diff |  | Résultats  |  |     |      |      |
| ---- | ---------- | --- | - | - | - | - | -- | -- | ---- |  | ---------- |  | --- | ---- | ---- |
| 1    | Mozambique | 6   | 3 | 3 | 0 | 0 | 41 | 8  | +33  |  | Mozambique |  | 3-1 | 8-6  | 30-1 |
| 2    | Angola     | 4   | 3 | 2 | 0 | 1 | 56 | 8  | +48  |  | Angola     |  |     | 16-5 | 39-0 |
| 3    | Canada     | 2   | 3 | 1 | 0 | 2 | 24 | 30 | -6   |  | Canada     |  |     |      | 13-6 |
| 4    | Inde       | 0   | 3 | 0 | 0 | 3 | 7  | 82 | -75  |  | Inde       |  |     |      |      |

### Groupe 4
| Rang | Équipe     | Pts | J | G | N | P | Bp | Bc  | Diff |  | Résultats  |  |     |      |      |
| ---- | ---------- | --- | - | - | - | - | -- | --- | ---- |  | ---------- |  | --- | ---- | ---- |
| 1    | Angleterre | 6   | 3 | 3 | 0 | 0 | 50 | 5   | +45  |  | Angleterre |  | 4-3 | 6-2  | 40-0 |
| 2    | Andorre    | 4   | 3 | 2 | 0 | 1 | 60 | 8   | +52  |  | Andorre    |  |     | 12-2 | 45-2 |
| 3    | Mexique    | 2   | 3 | 1 | 0 | 2 | 29 | 19  | +10  |  | Mexique    |  |     |      | 25-1 |
| 4    | Pakistan   | 0   | 3 | 0 | 0 | 3 | 3  | 110 | -107 |  | Pakistan   |  |     |      |      |

## Deuxième phase

### Groupe 1
| Rang | Équipe   | Pts | J | G | N | P | Bp | Bc | Diff |  | Résultats |  |     |     |      |
| ---- | -------- | --- | - | - | - | - | -- | -- | ---- |  | --------- |  | --- | --- | ---- |
| 1    | Mexique  | 6   | 3 | 3 | 0 | 0 | 24 | 8  | +16  |  | Mexique   |  | 6-5 | 4-2 | 14-1 |
| 2    | Autriche | 3   | 3 | 1 | 1 | 1 | 29 | 16 | +13  |  | Autriche  |  |     | 5-5 | 19-5 |
| 3    | Japon    | 3   | 3 | 1 | 1 | 1 | 15 | 13 | +2   |  | Japon     |  |     |     | 8-4  |
| 4    | Inde     | 0   | 3 | 0 | 0 | 3 | 9  | 27 | -18  |  | Inde      |  |     |     |      |

### Groupe 2
| Rang | Équipe         | Pts | J | G | N | P | Bp | Bc | Diff |  | Résultats      |  |     |      |      |
| ---- | -------------- | --- | - | - | - | - | -- | -- | ---- |  | -------------- |  | --- | ---- | ---- |
| 1    | Afrique du Sud | 6   | 3 | 3 | 0 | 0 | 61 | 7  | +54  |  | Afrique du Sud |  | 7-5 | 22-1 | 32-1 |
| 2    | Canada         | 4   | 3 | 2 | 0 | 1 | 43 | 12 | +31  |  | Canada         |  |     | 18-4 | 20-1 |
| 3    | Israël         | 2   | 3 | 1 | 0 | 2 | 12 | 43 | -31  |  | Israël         |  |     |      | 7-3  |
| 4    | Pakistan       | 0   | 3 | 0 | 0 | 3 | 5  | 59 | -54  |  | Pakistan       |  |     |      |      |

### Groupe 3
| Rang | Équipe     | Pts | J | G | N | P | Bp | Bc | Diff |  | Résultats  |  |     |      |     |
| ---- | ---------- | --- | - | - | - | - | -- | -- | ---- |  | ---------- |  | --- | ---- | --- |
| 1    | France     | 6   | 3 | 3 | 0 | 0 | 24 | 5  | +19  |  | France     |  | 3-1 | 16-2 | 5-2 |
| 2    | Angola     | 4   | 3 | 2 | 0 | 1 | 17 | 9  | +8   |  | Angola     |  |     | 15-6 | 1-0 |
| 3    | Macao      | 2   | 3 | 1 | 0 | 2 | 13 | 34 | -21  |  | Macao      |  |     |      | 5-3 |
| 4    | Angleterre | 0   | 3 | 0 | 0 | 3 | 5  | 11 | -6   |  | Angleterre |  |     |      |     |

### Groupe 4
| Rang | Équipe           | Pts | J | G | N | P | Bp | Bc | Diff |  | Résultats        |  |     |     |     |
| ---- | ---------------- | --- | - | - | - | - | -- | -- | ---- |  | ---------------- |  | --- | --- | --- |
| 1    | Andorre          | 6   | 3 | 3 | 0 | 0 | 19 | 10 | +9   |  | Andorre          |  | 6-5 | 7-5 | 6-0 |
| 2    | Mozambique       | 4   | 3 | 2 | 0 | 1 | 15 | 9  | +6   |  | Mozambique       |  |     | 6-1 | 4-2 |
| 3    | Australie        | 2   | 3 | 1 | 0 | 2 | 13 | 16 | -3   |  | Australie        |  |     |     | 7-3 |
| 4    | Nouvelle-Zélande | 0   | 3 | 0 | 0 | 3 | 5  | 17 | -12  |  | Nouvelle-Zélande |  |     |     |     |

## Troisième phase
| Match  | Équipe 1         | Résultat | Équipe 2   |
| ------ | ---------------- | -------- | ---------- |
| 15/16e | Pakistan         | 2-17     | Inde       |
| 13/14e | Israël           | 4-6      | Japon      |
| 11/12e | Canada           | 5-6      | Autriche   |
| 9/10e  | Afrique du Sud   | 4-5      | Mexique    |
| 7/8e   | Nouvelle-Zélande | 5-6      | Angleterre |
| 5/6e   | Australie        | 5-11     | Macao      |
| 3/4e   | Mozambique       | 1-2      | Angola     |
| 1/2e   | Andorre          | 5-3      | France     |

## Classement final
| Classement | Équipe           |
| ---------- | ---------------- |
| 1          | Andorre          |
| 2          | France           |
| 3          | Angola           |
| 4          | Mozambique       |
| 5          | Macao            |
| 6          | Australie        |
| 7          | Angleterre       |
| 8          | Nouvelle-Zélande |
| 9          | Mexique          |
| 10         | Afrique du Sud   |
| 11         | Autriche         |
| 12         | Canada           |
| 13         | Japon            |
| 14         | Israël           |
| 15         | Inde             |
| 16         | Pakistan         |